# Issey Ogata
Issey Ogata (イッセー尾形 Issei Ogata?, nacido el 22 de febrero de 1952) es un actor y cómico japonés. Desde niño se interesó por las obras de teatro. Tras graduarse en el instituto Toyotama de Japón, se unió a una compañía teatral y apareció en escena. Más tarde, aprovechó la oportunidad de ser animador cuando se llevó la medalla de oro en la audición llamada "Nacimiento de los cómicos". Entonces empezó a conseguir papeles en la televisión japonesa. Entre los programas en los que apareció se encuentran Evil Grandmother, de Fuji TV, y RinRinto, de NHK.
Actúa en Life Never Stops solo en el Teatro GyanGyan en Shibuya. Además, ha tenido papeles protagónicos en importantes películas de autor, incluido Ota en Yi Yi de Edward Yang, el personaje principal en Tony Takitani de Jun Ichikawa (una adaptación del cuento de Haruki Murakami), el papel del japonés El emperador Hirohito en la película de 2005 de Aleksandr Sokurov, The Sun e Inoue Masashige en Silence de Martin Scorsese.

## Filmografía

### Películas
- Sorekara (1985), Terao
- Sorobanzuku (1986), Hanazuki
- Bluebird Fantasy de Tora-san (1986), conductor de tren
- Tora-san Goes North (1987), El médico
- Bu Su (1987), Kitazaki
- Tora-san juega a papá (1987), oficial de policía
- Kaisha monogatari: Recuerdos de ti (1988), Vendedor
- Shaso (1989), Hirofumi Takeshita
- Tora-san Goes to Vienna (1989), trabajador de una agencia de viajes
- Tora-san, mi tío (1989), Viejo en el tren
- Future Memories: Last Christmas (1992), Hombre misterioso
- Yi Yi (2000), Ota
- Tony Takitani (2004), Tony Takitani
- El sol (2005), Hirohito
- El estudiante sin hogar (2008), Ichirō Tamura
- Guerras de bibliotecas (2013), Kurato Tōma
- Profesor y gato callejero (2015), Kyoichi Morii
- Héroe (2015), Takao Kinoshita
- Silencio (2016), Inoue Masashige
- Magic Kimono (2017) (coproducción de Letonia y Japón)
- ¿Cuándo regresarás? (2017), Tadashi Ashimura
- El milagro del llorón Shottan (2018), Kazuo Kudō
- El maestro del manga (2018), Kitazawa Rakuten
- Sorokin no mita Sakura (2019)
- Hakai no hola (2020)
- Onoda (2021), Yoshimi Taniguchi[1]
- Deemo: Memorial Keys (2022), Cascanueces[2]

### Televisión
- Dokuganryū Masamune (1987), Kokubu Morishige
- No tiene precio (2012), Shu Zaizen
- Pistola humeante (2014), Shigeru Tasaka
- Cuarteto (2017), Yutaka Iemori
- Historia de la clínica de animales Sakanoue (2018), Zenjirō Tokumaru
- Manpuku (2018), Kazutaka Goda
- Idaten (2019), Hidejirō Nagata
- Escarlata (2019)
- Yuganda Hamon (2019), Kakiuchi
- Taiyō no Ko (2020)
- Alcanza más allá del cielo azul (2021), Minomura Rizaemon[3]
- Taiga Drama ga Umareta Hola (2023)[4]
- ¿Qué vas a hacer, Ieyasu? (2023), Torii Tadayoshi[5]

### Doblaje
- Leyenda del gato demonio (2018), emperador Xuanzong de Tang ( Zhang Luyi )[6]